# プラズマ対向機器

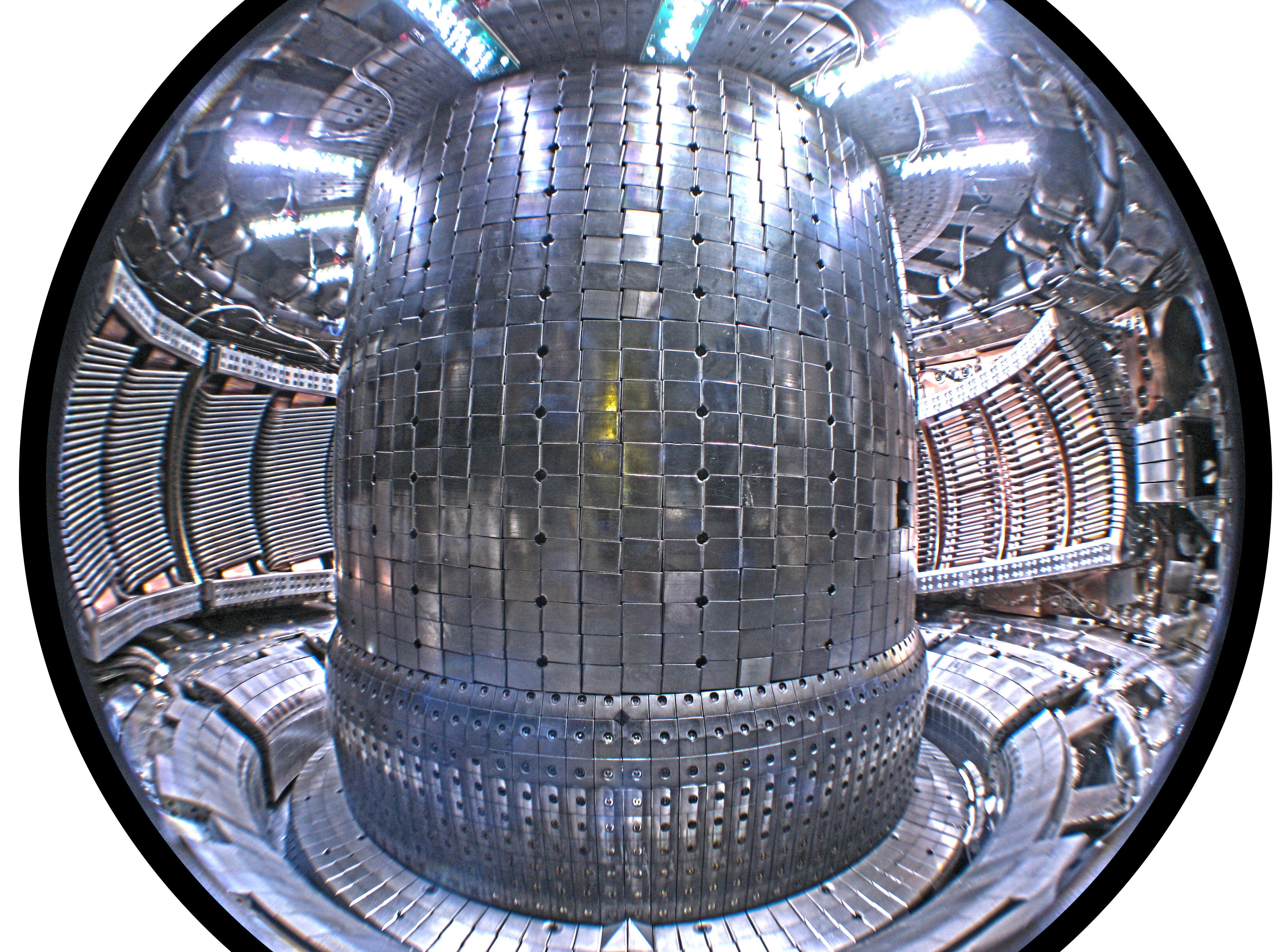
マサチューセッツ工科大学のプラズマ科学・核融合センターのAlcator C-Modの内部

プラズマ対向機器（プラズマたいこうきき、英: Plasma facing component, PFC）は、核融合炉の内壁を構成してプラズマに直接「対向」している機器類のこと。現在はまだ核融合炉は完成していないのでこの機器類はいずれも、開発中か開発済みで実用待ちの段階にある。

## 主なプラズマ対向機器
- ブランケット
- ダイバータ

真空容器もプラズマ対向機器に含まれることがある

## 求められる機能
- 遮蔽：プラズマに耐えて背後の機器を守る
  - 放射熱
  - 中性粒子（原子、分子）
  - 中性子
  - 荷電粒子
- 燃料を生産する
- 冷却する
- 不要なガスを排除する
- 真空を保つ

## 基本的な構造
プラズマの厳しい放射に耐えるために基本的には大きく分けて3層の構造をしている。
1. アーマ材料層: プラズマ対向材料による最内面
2. 冷却層: 冷却水により炉壁の溶解を食い止めるとともに発電のための高熱水を得る
3. 支持層

燃料を生産するためリチウムを保持する層を持つものもある

## 機器と構成要素
ダイバータ
炉内から「ヘリウム灰」と呼ぶガスや酸素、水分を取り除くための装置。イオンとなってプラズマ中を磁力線に沿って流れているこれらイオン化した不純物を取り除くため、磁力線をダイバータ部まで延ばしてダイバータの固体壁に衝突させて結合させ、中性化された原子や分子を真空ポンプで排気する。実際はイオン化粒子がダイバータの表面に衝突したときに、逆に壁面の原子が叩き出されるスパッタリング現象が起きて不純物が出てしまう。
アーマ材
熱や粒子によりアーマ材に下記の損耗が生じる
- 粒子の衝突で物理的に叩き出される物理スパッタリング
- 粒子との化学反応で表面が変質する化学スパッタリング （例：4H + C → CH4 や 4D + C → CD4 など）
- 粒子の運ぶ熱が表面を融解・蒸発させる

これらのアーマ表面の原子の一部はイオンとなってプラズマの内部に入り込み、プラズマの放射損失となる。 放射損失は原子量に比例し、低原子量物質の方が損失を小さく出来るため、炭素やベリリウムが第一壁、ダイバータ、リミッターのアーマ材として選ばれる。また原子の結合エネルギーが大きいので物理スパッタリングに有利で、水素に反応しないので化学スパッタリングも防げるタングステンも、アーマ材の候補である。
プラズマディスラプション
10 ms程の短時間だけプラズマがよじれてアーマ表面に接触して、この時の高エネルギーがアーマ材を融解・蒸発させる。
冷却層
ダイバータでは熱の処理の非常に重要でありステンレス鋼による冷却管では高い温度勾配に対応できないため、銅合金製の冷却管が使用される。第一壁ではステンレス管で問題はない。
今後の実用発電での発電効率向上を求めれば、ITERに続く原型炉では約500℃の超臨界水による冷却も考えられている。

### ITERでの損耗見積り
ITERではスパッタリングの損耗は3年間で1,000秒放電を3,000回行なったと同等として約9 mm。ディスラプションでも、3年間に300回発生するとして同じく約9 mmが見積もられている。これらを考慮して約20 mmがダイバータの炭素アーマ材の厚さとしている。ダイバータのディスラプションの来ないところにはタングステンが、第一壁のアーマ材にはベリリウムが採用される予定である。